# Белопухов, Евстрат Степанович
Евстрат Степанович Белопухов (1922—1980) — лейтенант Рабоче-крестьянской Красной Армии, участник Великой Отечественной войны, Герой Советского Союза (1943).

## Биография
Родился 5 января 1922 года в деревне Верхний Скородум Тюменской губернии (ныне — Тугулымский район Свердловской области) в крестьянской семье. После окончания средней школы работал на лесопункте. В ноябре 1941 года был призван на службу в Рабоче-крестьянскую Красную Армию. В 1942 году он окончил курсы командиров взводов при Черкасском военном пехотном училище, после чего был направлен на фронт. К сентябрю 1943 года лейтенант Белопухов командовал пулемётным взводом 1033-го стрелкового полка 280-й стрелковой дивизии 60-й армии Центрального фронта. Отличился во время битвы за Днепр.
26 сентября 1943 года Белопухов вместе с бойцами своего взвода переправился на подручных средствах через Днепр у села Окуниново Козелецкого района Черниговской области. Захватив плацдарм на западном берегу, взводу удалось отразить все немецкие контратаки. 29 сентября в бою за высоту к востоку от села Страхолесье Чернобыльского района Киевской области, заменив выбывшего из строя командира роты, успешно управлял действиями подразделения.
Указом Президиума Верховного Совета СССР от 17 октября 1943 года лейтенант Евстрат Белопухов был удостоен высокого звания Героя Советского Союза с вручением ордена Ленина и медали «Золотая Звезда».
После окончания войны проживал и работал в городе Миасс Челябинской области. В 1947 году вступил в ВКП(б). Умер 18 февраля 1980 года. Похоронен на новом городском кладбище Миасса.
Был также награждён орденом Красной Звезды и рядом медалей. На улице в Миассе, где проживал Белопухов, установлена мемориальная доска.